# Hamada Nampiandraza
Hamada el Moussa Nampiandraza , né le 8 juillet 1984, est un arbitre malgache de football, qui officie internationalement depuis 2010.

## Carrière
Il a officié dans des compétitions majeures : 
- Coupe d'Afrique des nations junior 2011 (3 matchs)
- Championnat d'Afrique des nations des moins de 23 ans 2011 (4 matchs dont la finale)
- CAN 2012 (1 match)
- CAN 2013 (en cours)
- CAN 2015
- CHAN 2016
- CAN 2017
- CHAN 2018